# 張騰霄 (弘治進士)
張騰霄（1461年—？年），字鳳騫，四川重慶府合州銅梁縣人，軍籍，明朝政治人物。

## 生平
四川鄉試第四十二名舉人。弘治十五年（1502年）中式壬戌科會試第一百五十七名，二甲第七十九名進士。

## 家族
曾祖張必舉；祖父張敬；父張友林。前母鄭氏；前母李氏；母何氏。永感下。